# Sitio de Barcelona (1462)
El sitio de Barcelona de 1462 fue llevado a cabo en los inicios de la Guerra Civil Catalana por el rey Juan II de Aragón y su aliado Gaston IV de Foix al mando de las tropas enviadas por el rey de Francia Luis XI en virtud del Tratado de Bayona y tras haber levantado el asedio de la Força Vella de Gerona. Al no conseguir rendir la ciudad de Barcelona, al frente de la cual estaban las instituciones catalanas rebeldes encabezadas por el Consell del Principat, y ante la inminente llegada de las tropas castellanas enviadas por el rey Enrique IV, recientemente proclamado nuevo soberano de Cataluña, levantaron el cerco y se dirigieron a Villafranca del Panadés y más tarde a Tarragona.

## Antecedentes
Después del levantamiento del asedio de la Força Vella de Gerona en julio de 1462 el ejército de Gastón IV de Foix, yerno de Juan II, se dirigió a Barcelona para iniciar su asedio, aun a costa de dejar desguarnecido el Rosellón y el Ampurdán. Como ha señalado Jaume Vicens Vives, «el campo realista consideraba que una vez sometida la capital catalana el resto del país caería en sus manos como breva madura».
El ejército de Gastón de Foix salió de Gerona en dirección a Barcelona el 1 de septiembre y el día 4 pasaba junto a Hostalric sin detenerse en asediar la villa. En su avance hacia el sur fue hostigado desde la costa por el ejército de la Diputación del General de Cataluña, al mando del conde de Pallars, que evitó un choque frontal dada su notable inferioridad e intentando conseguir llegar a Barcelona intacto para ayudar en su defensa. El 9 de septiembre el ejército francés arribaba a Moncada, la llave de entrada del Llano de Barcelona, después de haber pasado por San Celoni, Granollers y Montmeló. Tras tomar el castillo de Moncada instaló su campamento en San Andrés y el día 12 llegó allí el rey Juan II procedente de Martorell y San Cugat del Vallés y se reunió con su esposa y su hijo después de casi un año de separación.
Previamente en el mes de agosto el Consejo del Principado había tomado una decisión de enorme trascendencia: deponer al rey Juan II, a su esposa y a su hijo ―siguiendo, entre otras, las ideas del dominico Joan Cristófor de Gualbes que defendía la tesis de que la “res publica” estaba por encima del príncipe y que por tanto podía ser depuesto en caso de la tiranía― y ofrecer la corona al rey Enrique IV de Castilla, como jefe de la rama principal de los Trastámara que desde el compromiso de Caspe también reinaba en la Corona de Aragón. Como ha señalado Carme Batlle, Enrique IV era «el único aliado posible» tras el pacto sellado entre Juan II y Luis XI.

## El asedio
El mismo día 12 de septiembre en que Juan II se unió a las tropas de Gaston de Foix en Sant Andreu tenía lugar en Barcelona la solemne proclamación de Enrique IV de Castilla como el nuevo soberano del Principado. El 13 o el 14 de septiembre se inició el asedio de Barcelona, en el que participaron unos siete u ocho mil hombres entre los asediadores y unos cinco mil entre los defensores de la ciudad, pero el 3 de octubre hubo que levantarlo ante el fracaso de los sucesivos intentos de tomar Barcelona y ante la inminente llegada de los refuerzos castellanos lo que los pillaría entre dos fuegos. Las tropas realistas entonces se dirigieron por San Cugat del Vallés y Martorell ―que no pudieron tomar― a Villafranca del Panadés que ocuparon y saquearon el 9 de octubre tras fuertes combates y después a Tarragona que fue tomada el 31. Poco antes, el 24 de octubre, habían llegado a Barcelona Juan de Beaumont y Ximénez de Arévalo como lugartenientes generales del Principado en nombre de Enrique IV. En aquel momento los realistas solo controlaban Gerona y Tarragona y algunas plazas fuertes mientras que la mayor parte Cataluña se mantenía fiel a la Diputación del General y al Consell del Principat. Por esta razón el rey y el conde de Foix decidieron buscar refugio en el reino de Aragón que permanecía fiel a Juan II y el día 12 de noviembre llegaban a Balaguer después de pasar por Montblanch.